# Luitpold-Kaserne (München)
Die Luitpold-Kaserne, ursprünglich Luftschifferkaserne, in der Infanteriestraße 19 in München, erbaut ab 1896, diente als Unterkunftsliegenschaft für die 1890 gegründete Luftschifferabteilung der bayerischen Armee.

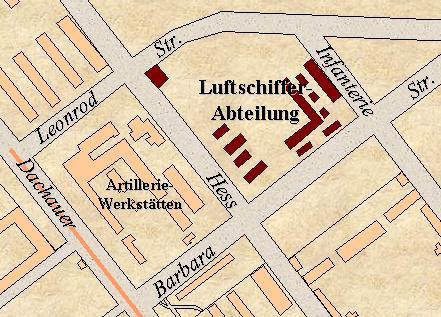
Grundriss um 1922

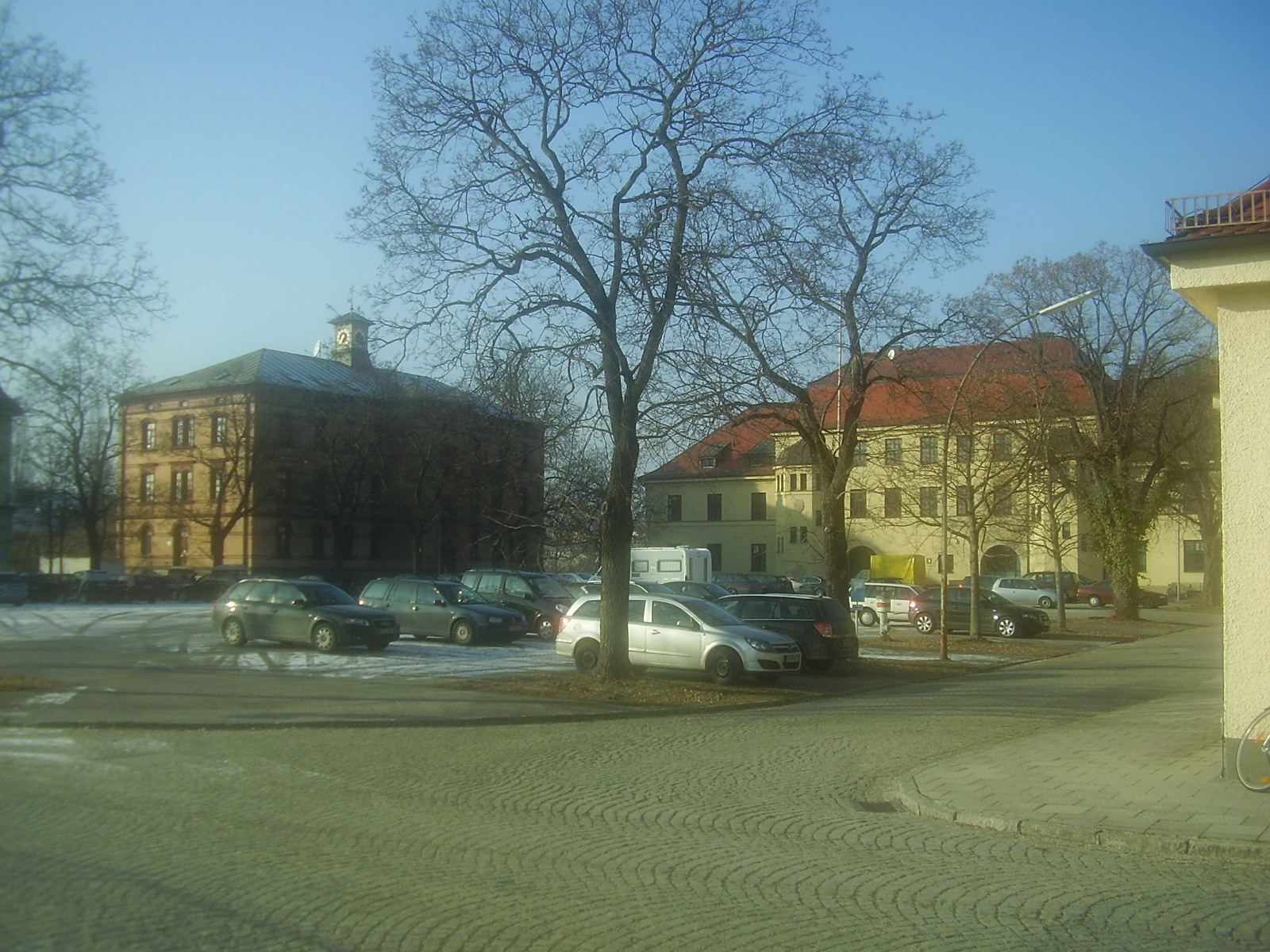
Der ehemalige Kasernenhof.

## Geschichte
Die zu einer bedeutenden Stärke angewachsene Garnison München beherrschte mit ihren vielen Kasernen und sonstigen Einrichtungen das Bild am Oberwiesenfeld in der Zeit vor dem Ersten Weltkrieg. 1931/32 erweiterte man die Luitpold-Kaserne um eine Fläche von ca. 5,5 Hektar. Nach dem Ende des Zweiten Weltkriegs wurden die Gebäude saniert und ab 1950 von der US Army genutzt. 1955 zog die neu gegründete Bundeswehr ein.
1957 kam die Sanitätstruppenschule des Heeres nach München in die Luitpold-Kaserne und wurde zwei Jahre später in die „Sanitätsschule der Bundeswehr“ umgegliedert. 1963 erfolgte die Umbenennung der Sanitätsschule in „Akademie des Sanitäts- und Gesundheitswesens der Bundeswehr“ und 1980 deren Umzug in die Liegenschaft Ernst-von-Bergmann-Kaserne.
2005 zog die Bundeswehrfachschule München aus dem Südteil der Liegenschaft in ein angemietetes privates Objekt in der Edmund-Rumpler-Straße 9 in München-Freimann um.

## Umnutzung
1999 gab man die Luitpold-Kaserne als militärische Liegenschaft auf und vermietete ihre Gebäude bis zur Festlegung auf eine dauerhafte neue Nutzung. Seit Mitte 2000 sind im Nordteil Unternehmen aus dem Bereich Neue Medien und Werbung ansässig.
Die Landeshauptstadt München erwarb 2004 das Areal und plant langfristig eine gemischte Nutzung zu Wohn- und Gewerbezwecken.
Auf dem Gelände sollte die „Werkbundsiedlung Wiesenfeld“ entstehen, eine vom Deutschen Werkbund initiierte Wohnsiedlung,  die in der Tradition der Werkbundsiedlungen steht. Das Projekt scheiterte, da der Stadtrat von München das Konzept 2007 ablehnte. Im April 2010 wurde für das Gelände vom Stadtrat von München ein neuer städtebaulicher Wettbewerb beschlossen. In Planung sind 42 Wohnungen in Holzbauweise.

## Denkmalgeschützte Teile
Das um 1900 errichtete Einzelgebäude in der Schwere-Reiter-Straße 4 mit historischer Einfriedung entlang der Schwere-Reiter-Straße und Heßstraße steht heute unter Denkmalschutz.